# Xian de Rucheng
Le xian de Rucheng (汝城县 ; pinyin : Rǔchéng Xiàn) est un district administratif de la province du Hunan en Chine. Il est placé sous la juridiction de la ville-préfecture de Chenzhou.
Une coutume populaire chez les gens de Rucheng dite du "Dragon incondescent" (火香龙) consiste à mouvoir un baton incandescent plus ou moins rapidement, de façon à faire ressortir des formes dans un environnement sombre.

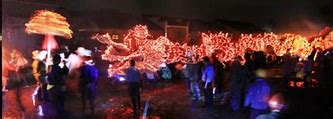
Utilisation d'une pyrotechnique dite du "dragon incandescent" (火香龙) lors de rassemblements populaire à Ruheng.

## Démographie
La population du district était de 362 257 habitants en 1999.

## Sites Touristiques
Rucheng possède trois rivières :
- Xiangjiang 湘江 qu’elle partage avec la province du Hunan,
- zhujiang 珠江 qui s’écoule vers le Guangdong
- Ganjiang 赣江 qui s’étire jusqu’à la province du Jiangxi[3].

Dans le xian (district) de Rucheng, le sous-district de Huanan dénombre de nombreuses sources thermales, d’où un nombre croissant de visiteurs.  En effet, « La température y est la plus élevée, la qualité de l’eau y est la plus excellente et la superficie y est la plus vaste ». ("流量最大、水温最高、水质最好、面积最广”).
Rucheng abrite des forêts primaires et secondaires, elles occupent 73.69 % de sa superficie. Également, le sous-district de Huanan couvre le parc national de Jiulong Jiang 九龙江 où se trouve, en partie la forêt primaire et secondaire, la mieux conservée.  Par ailleurs, la notoriété de la montagne Nanling, à la frontière avec le Hunan, est soulignée par le surnom « Le royaume botanique de Nanling » (南岭植物王国).
Dans le classement national à cinq niveaux des paysages les plus beaux à visiter en Chine, Fuquan Shanzhuang 福泉山庄se trouve au quatrième rang. Elle constitue une destination touristique en expansion.